# Chlamydonia densa
Chlamydonia densa är en skalbaggsart som beskrevs av Michael S. Caterino 2006. Chlamydonia densa ingår i släktet Chlamydonia och familjen stumpbaggar. Inga underarter finns listade i Catalogue of Life.